# Franz von Gaudy
Franz von Gaudy (19. dubna 1800 Frankfurt nad Odrou – 5. února 1840 Berlín) byl německý básník a prozaik.  

## Životopis
Franz Bernhard Heinrich Wilhelm Freiherr von Gaudy pocházel ze skotské rodiny, která patřila k pruské vojenské šlechtě. Jeho rodiče byli Friedrich Wilhelm Leopold von Gaudi (1765–1823) a hraběnka Constantia Ottilie Franziska Johanna von Schmettow-Pommerzig (1772–1817). 
Franz navštěvoval v letech 1810–1815 francouzské gymnázium v Berlíně a poté tři roky Fürstenschule v Schulpfortě (nyní součást Naumburgu). Již jako žák začal psát básně. Po brzké smrti matky, kterou si po celý život idealizoval, vstoupil v roce 1818 na přání otce proti své vůli do pruské armády (1. gardový pěší pluk v Postupimi). V roce 1819 byl povýšen na podporučíka, což navzdory dlouholetému působení v armádě zůstalo jeho posledním povýšením. Z pruské gardy byl propuštěn kvůli dluhům a byl převelen k 10. liniovému pluku v Breslau, kde velel vzdálené slezské posádce Brieg. Po různých disciplinárních trestech byl v roce 1825 znovu přeložen a přidělen k 6. pluku v Glogau. V témže roce byl uvězněn v pevnosti Cosel a podruhé ve slezské pevnosti Silberberg v roce 1827 za účast v soubojích.
Po otcově smrti náhle zchudl a musel strávit několik následujících let v armádě. Aby bojoval s depresemi a nespokojeností, začal znovu psát a vyvinul si pesimistický styl, který se měnil mezi vážností a ironií. Od roku 1823 publikoval básně a články ve slezských časopisech a almanaších. Obdivoval Jeana Paula, oblíbeného básníka své matky, a někdy ho stylem napodoboval. Zajímal se také o historické, zejména heraldické studie. Svůj jazykový talent uplatnil v překladech z polštiny, staré francouzštiny a provensálštiny.  Gaudyho prvotina Erato (1829) se skládá ze tří částí:  Freud‘ und Leid (básně věnované Heinrichu Heinemu), Wasserrosen (próza věnovaná spisovateli Augustu von Blumröderovi) a Elegien (věnované jeho bývalé nevěstě). Jeho satirické skladby Die geistigen Sprünge eines Choleraflüchtlings vyšly v roce 1832. 
Gaudy opustil armádu po 15 letech v roce 1833 a od té doby žil jako profesionální spisovatel v Berlíně s malou penzí 120 tolarů ročně. Chamisso ho uvedl do Mitwochsgesellschaft, kde se stýkal s Josephem von Eichendorffem, Friedrichem de la Motte Fouqué, Willibaldem Alexisem a Augustem Kopischem. Spolu s Chamissem pracoval v redakční radě časopisu Deutscher Musenalmanach. V roce 1835 podnikl cestu do Itálie s Franzem Kuglerem, s jehož chápáním umění sympatizoval. Svou druhou cestu do Itálie v letech 1838–1839 financoval články v Cottově časopisu Morgenzeitungen für gebildete Leser, v Allgemeine Zeitung a Das Ausland.
Franz von Gaudy zemřel nečekaně na mrtvici 5. února 1840 ve věku 39 let, uprostřed práce na svém veršovaném eposu Der Geizhals von Mexiko. Rukopisy jeho posledních děl, které již byly připraveny k tisku, vyšly v kompletním vydání až v roce 1844.  Pohřeb se konal na hřbitově Friedhof I der Jerusalems- und Neuen Kirchengemeinde před Halleschen Tor v berlínské čtvrti Kreuzberg. 

### Umělecká tvorba
Gaudy začínal drobnými příspěvky do slezských novin a inspirován svými literárními přáteli Karlem Schallem a Karlem von Holtei ve Vratislavi psal dramatické scény. Spolu s Chamissem přeložil šansony Pierra-Jeana de Bérangera (1838). V epickém románu Kaiser-Lieder (1835) vzdal hold Napoleonovi, což mu přineslo úspěch u veřejnosti, ale zároveň z něj udělalo "kontroverzního autora" v politicky reakčním klimatu restaurace a biedermeieru. Popularitu si získal svými cestopisy Mein Römerzug (3 svazky) a příběhy z Itálie, zejména Venetianischen Novellen a humoristickou povídkou Aus dem Tagebuch eines wandernden Schneidergesellen. Jako novelista byl ceněn pro svůj humor a nápaditou živost vypravěčského stylu.

### Dopady
Gaudy byl až do konce 19. století hojně čteným autorem, poté však upadl v zapomnění. Theodor Heuß předpokládal, že Gaudy měl vliv na cestopisný román Julia Stindeho Buchholzens in Italy. Rudi Schweikert doložil množství citací a motivů převzatých z Gaudyho děl v dílech Arno Schmidta.
Byla po něm pojmenována ulice Gaudystraße v berlínské čtvrti Prenzlauer Berg.

### Hrob a památník
Gaudyho hrob se nachází vedle uměleckohistoricky významných hrobek jeho prastrýce, pruského státního a válečného ministra Leopolda Otty von Gaudy (1728–1789), jeho dcery Marie (1768–1786) a generála Friedricha Wilhelma von Lüderitz (1717–1785), které jsou chráněny před povětrnostními vlivy hrubým baldachýnem. 
Po druhé světové válce bylo hrobové místo Franze von Gaudyho divoce zarostlé a kvůli chybějícímu náhrobku k nepoznání, o čemž nevěděla ani správa hřbitova. Ve spolupráci s Evangelischen Friedhofsverband Berlin Stadtmitte a Stiftung Historische Kirchhöfe und Friedhöfe in Berlin-Brandenburg bylo hrobové místo v roce 2018 obnoveno položením základního kamene, což bylo připomenuto památníkem na hrobovém místě 29. září 2018.

## Výběr díla
- Erato. Heymann, Glogau 1829. (Digitalisat) Neue Ausg. (ohne Widmungen mit neuen Gedichten) Heymann, Berlin 1836.
- Gedanken-Sprünge eines der Cholera Entronnenen. Heymann, Glogau 1832. (Inhalt: Nachrichten von den allerneusten Schicksalen des Hundes Berganza – Die Elb-Fahrt – Lautes Klagelied der jetzigen Männer – VormittagsPredigt, in einem leeren Theater abgehalten – Die sechs Leidens-Stationen eines Bräutigams, auf dem Wege zum Traualtare – Auto-Kritik – Gedankenspiele eines Drallenburger Unter-Lieutenants – Nachrede.) (Digitalisat)
- Schild-Sagen. Heymann, Glogau/Leipzig 1834. (Digitalisat)
- Korallen. Flemming, Glogau 1834. (Digitalisat)
- Desengaño. Novelle. Weidmann, Leipzig 1834. (Digitalisat)
- Kaiser-Lieder. Brockhaus, Leipzig 1835. (Digitalisat)
- Aus dem Tagebuche eines wandernden Schneidergesellen. Die Lebensüberdrüssigen. Zwei Novelletten. Weidmann, Leipzig 1836. (Digitalisat) Neue Ausg. 1871.
- Mein Römerzug. Federzeichnungen. 3 Teile. Enslin, Berlin 1836. (Digitalisat Erster Theil), (Zweiter Theil), (Dritter Theil)
- Portogalli. Reise- und Lebensbilder aus Italien. 2 Teile. Berlin, 1844. (Digitalisat)
- Berlinisches Bilderbuch. Gropius, Berlin 1836 (Heft 1), 1840 (Heft 2) Stahlstiche.
- Novelletten. Enslin, Berlin 1837. (Digitalisat)
- Lieder und Romanzen. Weidmann, Leipzig 1837. (Digitalisat)
- Venetianische Novellen. 2 Bände. Appun, Bunzlau 1838. (Digitalisat Band 1), (Band 2) Liebeszauber
- Novellen und Skizzen. Morin, Berlin 1839. (Digitalisat)
- Sämmtliche Werke. Herausgegeben von Arthur Müller. 24 Bände. Klemann, Berlin 1844. (Neue Ausgabe in 8 Bänden 1853)
- Frau Venus. Herausgegeben und mit einem Nachwort versehen von Heiko Postma. jmb, Hannover 2010
- Ausgewählte Werke. Herausgegeben von Doris Fouquet-Plümacher. Olms, Hildesheim — Bd. 1: Venetianische Novellen und italienische Erzählungen. 2020 – Bd. 2: Gedichte. 2023
- Canaletta. Die drei Schlangen. Mit Illustrationen von Rainer Ehrt und einem Nachwort von Doris Fouquet-Plümacher. Edition Schwarzdruck, Gransee 2022
- Aus dem Tagebuche eines wandernden Schneidergesellen. Mit Illustrationen von Rainer Ehrt. Nachwort von Doris Fouquet-Plümacher. Gransee: Edition Schwarzdruck 2023

### Překlady
- Geschichtliche Gesänge der Polen, von Jul[ian] Urs[yn] Niemcewicz, metrisch bearbeitet von Franz Freiherrn Gaudy (Leipzig. 1833, Digitalisat bei Google Books)
- Der Roman von Rollo und den Herzögen der Normandie von Robert Wace, normännischem Dichter des 12. Jahrhunderts. Nach der Ausgabe von Friedrich Pluquet metrisch bearbeitet. Flemming, Glogau 1835. (Digitalisat)
- Clotilde von Vallon-Chalys, Dichterin des fünfzehnten Jahrhunderts. Auswahl in freier Bearbeitung. Enslin, Berlin 1837. (Digitalisat)
- Béranger's Lieder: Auswahl in freier Bearbeitung (Leipzig 1838, neue Ausg. 1873), in Zusammenarbeit mit Adelbert von Chamisso

### V češtině
- Z denníku krejčovského dělníka – přeložil J. V. Praha: Českoslovanská sociálně demokratická strana dělnická, 1900?
- Poklad – úvod František Sekanina, in: 1000 nejkrásnějších novel... č. 96; ze sbírky Venezianische Novellen př. Rudolf Illový. Praha: J. R. Vilímek, 1916